# Ophiocnida scabra
Ophiocnida scabra är en ormstjärneart som beskrevs av George Richard Lyman 1879. Ophiocnida scabra ingår i släktet Ophiocnida och familjen trådormstjärnor. Inga underarter finns listade i Catalogue of Life.